# (998) Бодея
998 Боде́я — астероид главного пояса между Марсом и Юпитером, обнаруженный немецким астрономом Карлом Вильгельмом Райнмутом в Гейдельбергской обсерватории 6 августа 1923 года. До присвоения собственного имени носил временное название 1923 NU. Диаметр астероида составляет около 38 километров.
Астероид назван в честь немецкого астронома Иоганна Элерта Боде. Буква «я» добавлена в конце согласно международной договорённости, по которой астероиды должны иметь женские имена. Название предложено шведским астрономом Б. Асплиндом (Bror Ansgar Asplind, 1890—1954).
Объект выделяется чрезвычайно низким альбедо (0,0211), ниже, чем у большинства астероидов спектрального класса C (углеродистые астероиды), к которому он отнесён.
Сидерический период вращения вокруг оси составляет 8,57412 часа. Ось вращения астероида направлена в точку с эклиптическими координатами λ = 7°, β = −59°. Амплитуда колебаний блеска составляет 0,68m. Тепловая инерция по наблюдениям в ИК спектре составляет 14(2) Дж·м−2·с−1/2·К−1. Значения тепловой инерции ниже 20 Дж·м−2·с−1/2·К−1 являются «неожиданно низкими» для астероида диаметром ниже 50 км. Это указывает на наличие поверхностного слоя высокодисперсного (т. н. «зрелого») реголита с низкой теплопроводностью, который является результатом теплового распада и/или длительной бомбардировки микрометеоритами. Наличие такого слоя говорит также об отсутствии относительно недавних импактных событий, которые могли бы «стряхнуть» высокодисперсный материал с поверхности.